# Eulophia aculeata
Eulophia aculeata är en orkidéart som först beskrevs av Carl von Linné d.y., och fick sitt nu gällande namn av Spreng.. Eulophia aculeata ingår i släktet Eulophia och familjen orkidéer.

## Underarter
Arten delas in i följande underarter:
- E. a. aculeata
- E. a. huttonii